# 英德日赫·馬加什·圖爾恩

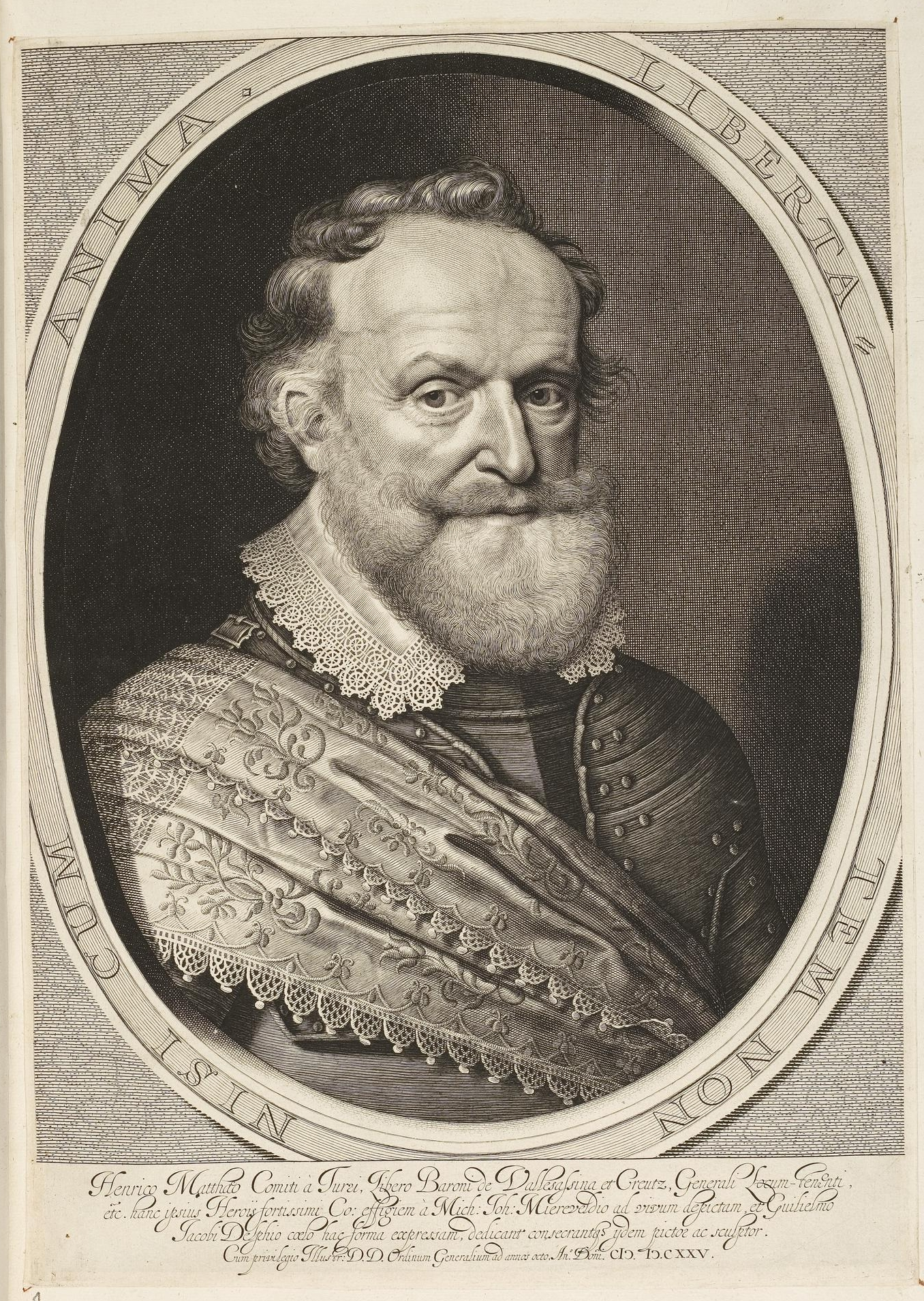
因德里系·马提亚斯·特隆

索恩和瓦萨斯尼亚伯爵因德里系·马提亚斯·特隆（德語：Heinrich Matthias Graf von Thurn und Valsassina，1567年2月24日-1640年1月26日），波西米亞的新教贵族，在波西米亞起義中反對皇帝斐迪南二世。他參加了導致三十年戰爭的事件，戰後他成為瑞典軍隊的軍事領導人和外交官，最終居住在瑞典属愛沙尼亞，逝世于塔林。